# Fritz Dopfer
Fritz Dopfer (Innsbruck, 24 agosto 1987) è un ex sciatore alpino austriaco naturalizzato tedesco nel 2007.

## Biografia

### Stagioni 2003-2012
Nato a Innsbruck da padre tedesco e madre austriaca, Dopfer ha esordito in gare FIS nel dicembre del 2002 e in Coppa Europa il 9 gennaio 2006 a Hinterstoder, senza completare il supergigante in programma. Dalla stagione 2007-2008 ha iniziato a gareggiare con la nazionale tedesca e ha quindi esordito in Coppa del Mondo il 28 ottobre 2007 nello slalom gigante di Sölden, senza riuscire a qualificarsi per la seconda manche.
L'11 gennaio 2008 ha conquistato il primo podio in Coppa Europa giungendo 2º nello slalom gigante di Hinterstoder; nel 2011 ha ottenuto l'ultimo podio in Coppa Europa, l'11 febbraio a Monte Pora in slalom gigante (2º), e ha esordito ai Campionati mondiali: nella rassegna iridata di Garmisch-Partenkirchen si è piazzato 15º nello slalom gigante e 21º nello slalom speciale. Il 4 dicembre 2011 a Beaver Creek è salito per la prima volta sul podio in Coppa del Mondo, arrivando 3º nello slalom gigante vinto dall'austriaco Marcel Hirscher davanti allo statunitense Ted Ligety.

### Stagioni 2013-2020
Il 12 febbraio 2013 ha conquistato la medaglia di bronzo nella gara a squadre ai Mondiali di Schladming, manifestazione iridata che l'ha visto anche classificarsi 7º sia nello slalom gigante sia nello slalom speciale. Ai XXII Giochi olimpici invernali di Soči 2014, sua prima partecipazione olimpica, si è piazzato 12° nello slalom gigante e 4° nello slalom speciale, mentre ai Mondiali di Vail/Beaver Creek 2015, suo congedo iridato, ha vinto la medaglia d'argento nello slalom speciale ed è stato 15º nello slalom gigante.
Il 24 gennaio 2016 ha conquistato l'ultimo podio in Coppa del Mondo, a Kitzbühel in slalom speciale (3º); ai XXIII Giochi olimpici invernali di Pyeongchang 2018, sua ultima presenza olimpica, si è classificato 26° nello slalom gigante e 20º nello slalom speciale. Si è ritirato al termine della stagione 2019-2020 e la sua ultima gara è stata lo slalom speciale di Coppa del Mondo disputato l'8 febbraio a Chamonix, non completato da Dopfer.

## Palmarès

### Mondiali
- 2 medaglie:
  - 1 argento (slalom speciale a Vail-Beaver Creek 2015)
  - 1 bronzo (gara a squadre a Schladming 2013)

### Coppa del Mondo
- Miglior piazzamento in classifica generale: 5º nel 2015
- 9 podi:
  - 6 secondi posti
  - 3 terzi posti

#### Coppa del Mondo - gare a squadre
- 3 podi:
  - 2 vittorie
  - 1 secondo posto

### Coppa Europa
- Miglior piazzamento in classifica generale: 4º nel 2011
- 4 podi:
  - 4 secondi posti

### Nor-Am Cup
- Miglior piazzamento in classifica generale: 38º nel 2019
- 3 podi:
  - 1 vittoria
  - 2 secondi posti

#### Nor-Am Cup - vittorie
| Data          | Località       | Paese       | Specialità |
| ------------- | -------------- | ----------- | ---------- |
| 14 marzo 2019 | Burke Mountain | Stati Uniti | SL         |

Legenda:

SL = slalom speciale

### South American Cup
- Miglior piazzamento in classifica generale: 26º nel 2015
- 1 podio:
  - 1 vittoria

#### South American Cup - vittorie
| Data              | Località             | Paese     | Specialità |
| ----------------- | -------------------- | --------- | ---------- |
| 13 settembre 2014 | Ushuaia Cerro Castor | Argentina | SL         |

Legenda:

SL = slalom speciale

### Campionati tedeschi
- 16 medaglie[4]:
  - 8 ori (slalom speciale nel 2009; slalom gigante nel 2010; slalom speciale nel 2011; slalom speciale nel 2013; slalom gigante, slalom speciale nel 2016; slalom gigante, slalom speciale nel 2018)
  - 4 argenti (slalom gigante, slalom speciale nel 2012; slalom speciale nel 2014; slalom gigante nel 2015)
  - 4 bronzi (slalom gigante, slalom speciale nel 2008; slalom gigante nel 2009; slalom gigante nel 2013)

### Campionati austriaci juniores
- 6 medaglie[1]:
  - 2 ori (slalom speciale nel 2006; slalom gigante nel 2007)
  - 3 argenti (supergigante nel 2004; supergigante, slalom speciale nel 2007)
  - 1 bronzo (combinata nel 2006)